# Île de Puteaux
L'Île de Puteaux è un'isola fluviale della Senna, situata nel dipartimento di Hauts-de-Seine tra i comuni di Puteaux e Neuilly-sur-Seine.

## Storia
L'isola si estende sull'asse sud-ovest/nord-est lungo il fiume Senna per una lunghezza di circa 2 km; a nord-est è attaccata all'Ile du Pont appartenente alla città di Neuilly-sur-Seine; le due isole un tempo erano totalmente distinte e vennero poi unite nel 1935 dal riempimento del braccio della Senna che le divideva. L'isola di Puteaux appartiene a Puteaux, l'isola di Pont a Neuilly-sur-Seine; al confine venne eretta una barriera nel 2005. La sua estremità sud-ovest, che guarda verso Suresnes a ovest e il Bois de Boulogne a est, funge da fulcro per le chiuse di Suresnes che chiudono i due bracci della Senna alla sua altezza. Al centro dell'isola passa il Pont de Puteaux, che collega l'isola alla città di Puteaux a nord e al Bois de Boulogne a sud.
Il visconte Léon de Janzé fondò nel 1873 la Société sportive de l'île de Puteaux, creando così uno dei primi "club" di tennis in Francia; i primi campi di questo sport in Francia furono costruiti qui nel 1885. L'isola ha ospitato alcuni eventi per i Giochi della II Olimpiade di Parigi nel 1900, tra cui i tornei di tennis. L'Île de Puteaux fu tra le sedi candidate ad ospitare uno stadio di calcio per il campionato mondiale di calcio 1938.
L'isola non è abitata ma comprende diversi impianti sportivi, oltre al parc Lebaudy, noto per il suo roseto:
- La parte sud-ovest ospita un parco sportivo interdipartimentale (gestito dalla SIPS, struttura congiunta tra il comune di Parigi e il dipartimento di Hauts-de-Seine) comprendente 6 campi da calcio, 24 campi da tennis, un campo pratica da golf e alcune aree giochi.
- Nella parte centrale (a nord-est del Pont de Puteaux) si trova una palestra, nonché il  Palais des sports, un complesso nella città di Puteaux, con diverse piscine interne ed esterne.
- All'estremità nord-orientale, sull'Île du Pont, poco prima del Ponte di Neuilly, si trova un grande edificio che ospita un altro complesso sportivo. Sotto gli archi del ponte sono stati installati anche campi da tennis coperti.

## Galleria d'immagini

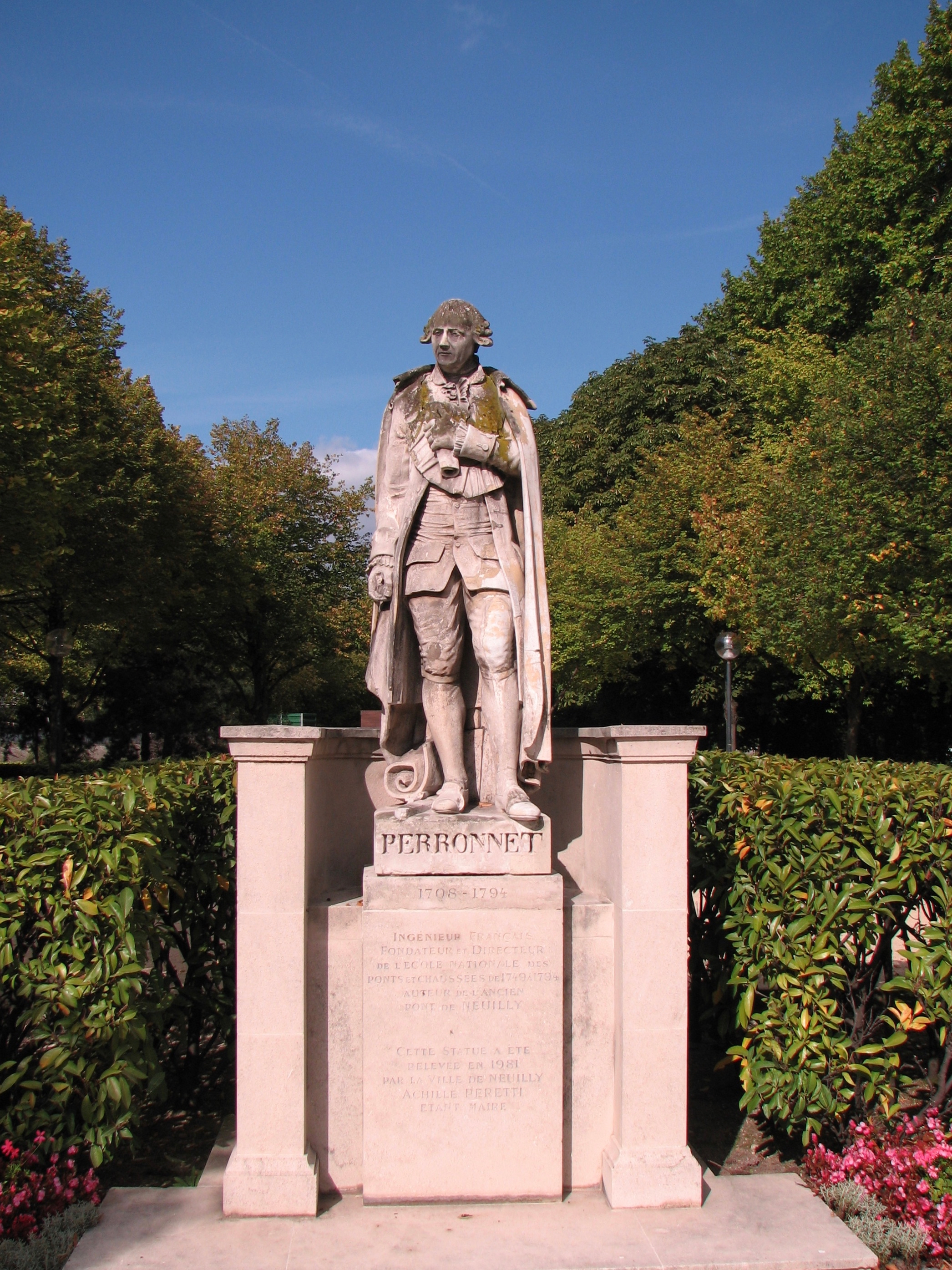
Statua di Jean-Rodolphe Perronet, costruttore del secondo ponte sull'estremità nord-occidentale dell'isola
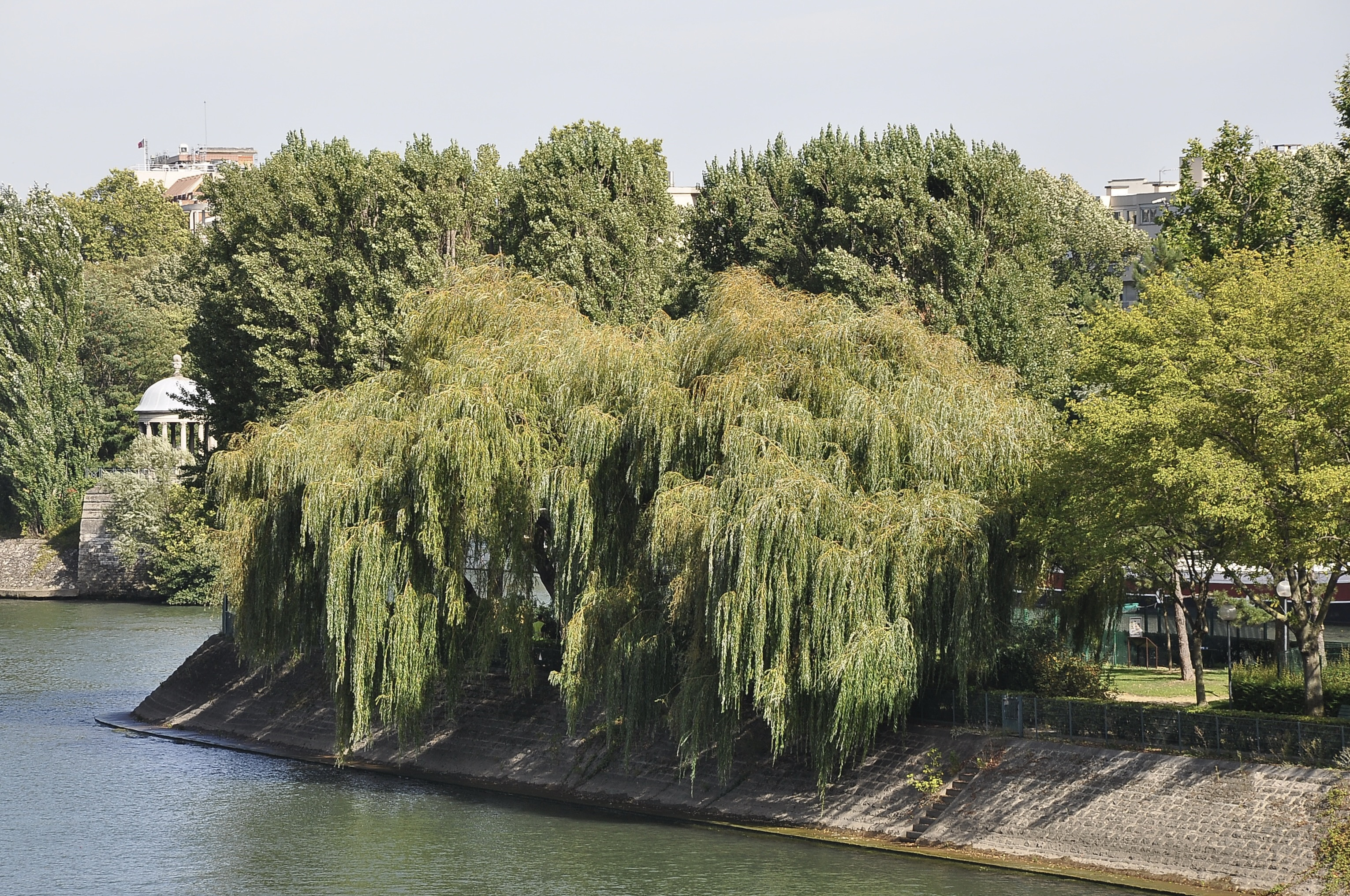
Punta nord-orientale dell'isola
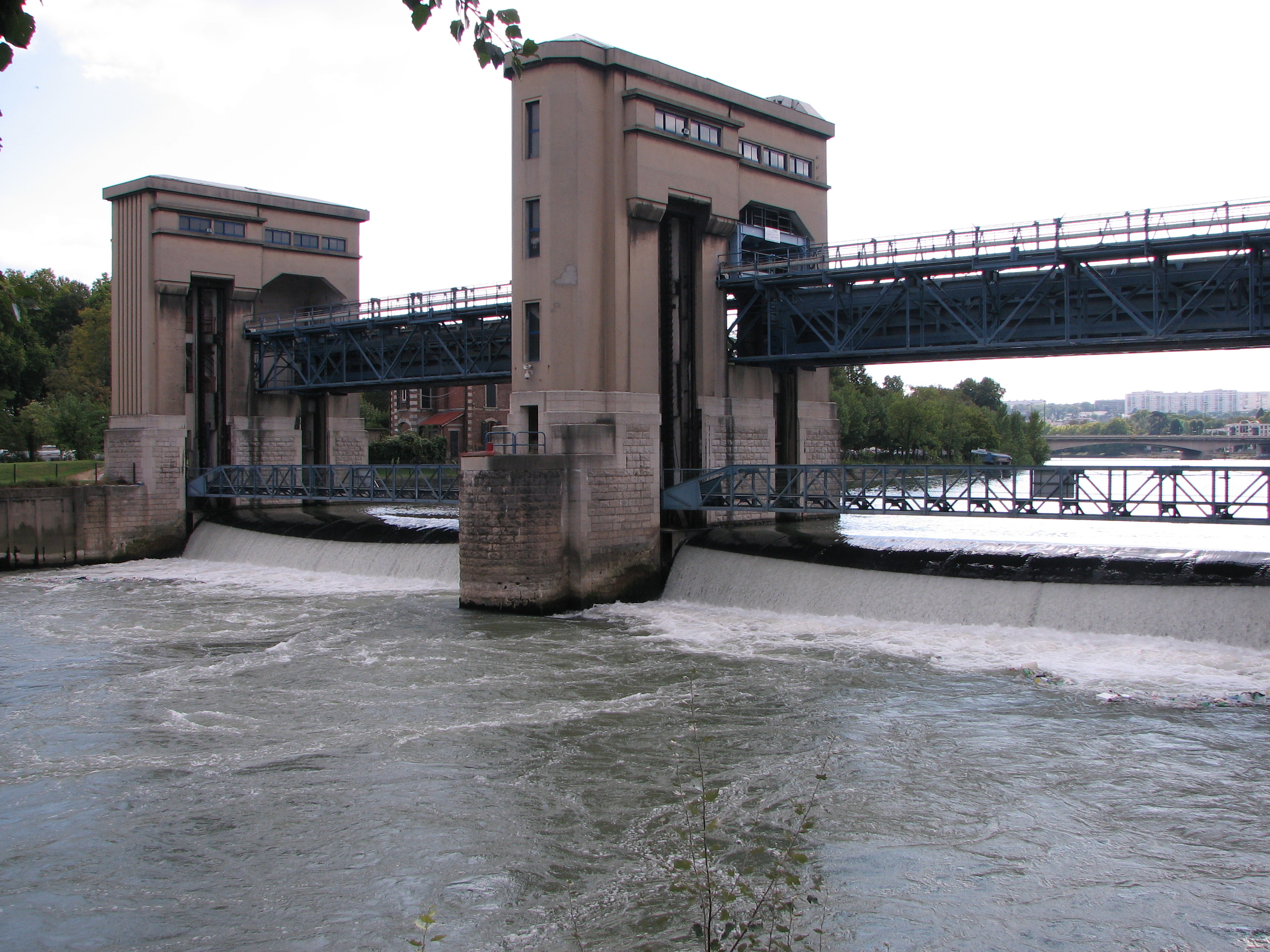
Le chiuse di Suresnes sul braccio della Senna tra l'isola di Puteaux e il Bois de Boulogne
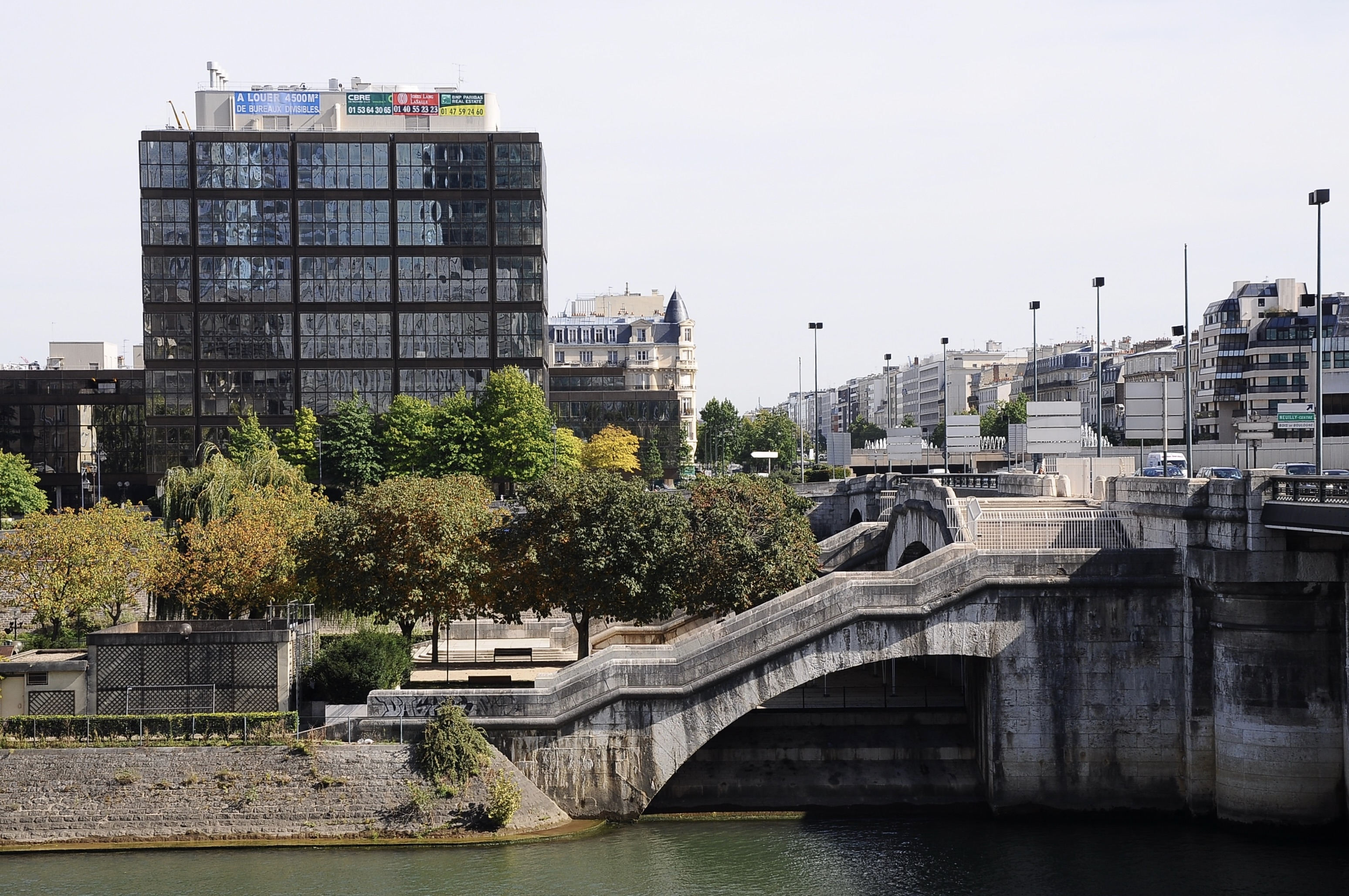
Discesa sull'isola dal Ponte di Neuilly